# Rorippa insularis
Rorippa insularis är en korsblommig växtart som beskrevs av Bengt Edvard Jonsell. Rorippa insularis ingår i släktet fränen, och familjen korsblommiga växter. Inga underarter finns listade i Catalogue of Life.